# Comuna Zeankivți, Nemîriv
Zeankivți (în ucraineană Зяньківці) este o comună în raionul Nemîriv, regiunea Vinnița, Ucraina, formată din satele Anțîpolivka și Zeankivți (reședința).

## Demografie
Componența lingvistică a satului Zeankivți
     Ucraineană (96,66%)
     Română (1,57%)
     Rusă (1,38%)
     Alte limbi (0,2%)
Conform recensământului din 2001, majoritatea populației satului Zeankivți era vorbitoare de ucraineană (96,66%), existând în minoritate și vorbitori de română (1,57%) și rusă (1,38%).